# Castelo de Cadbury
O Castelo de Cadbury é um castro perto de Bickleigh, Devon, na Inglaterra. Posteriormente, foi acampado pelas forças parlamentares durante a Guerra Civil Inglesa sob Thomas Fairfax, quando este sitiou o Castelo Bickleigh.
O local está situado a cerca de 250 metros acima do nível do mar, com vista para uma série de vales até o Vale Exe. Vistas claras são oferecidas de outros fortes de colina, incluindo o Castelo de Cranmore, o Castelo de Huntsham, Dolbury, Stoke Hill, Raddon Top, Posbury e Castelo de Cotley. O acesso é feito através de um trilho público sinalizado da vila de Cadbury.